# Émetteur LORAN-C de Lessay

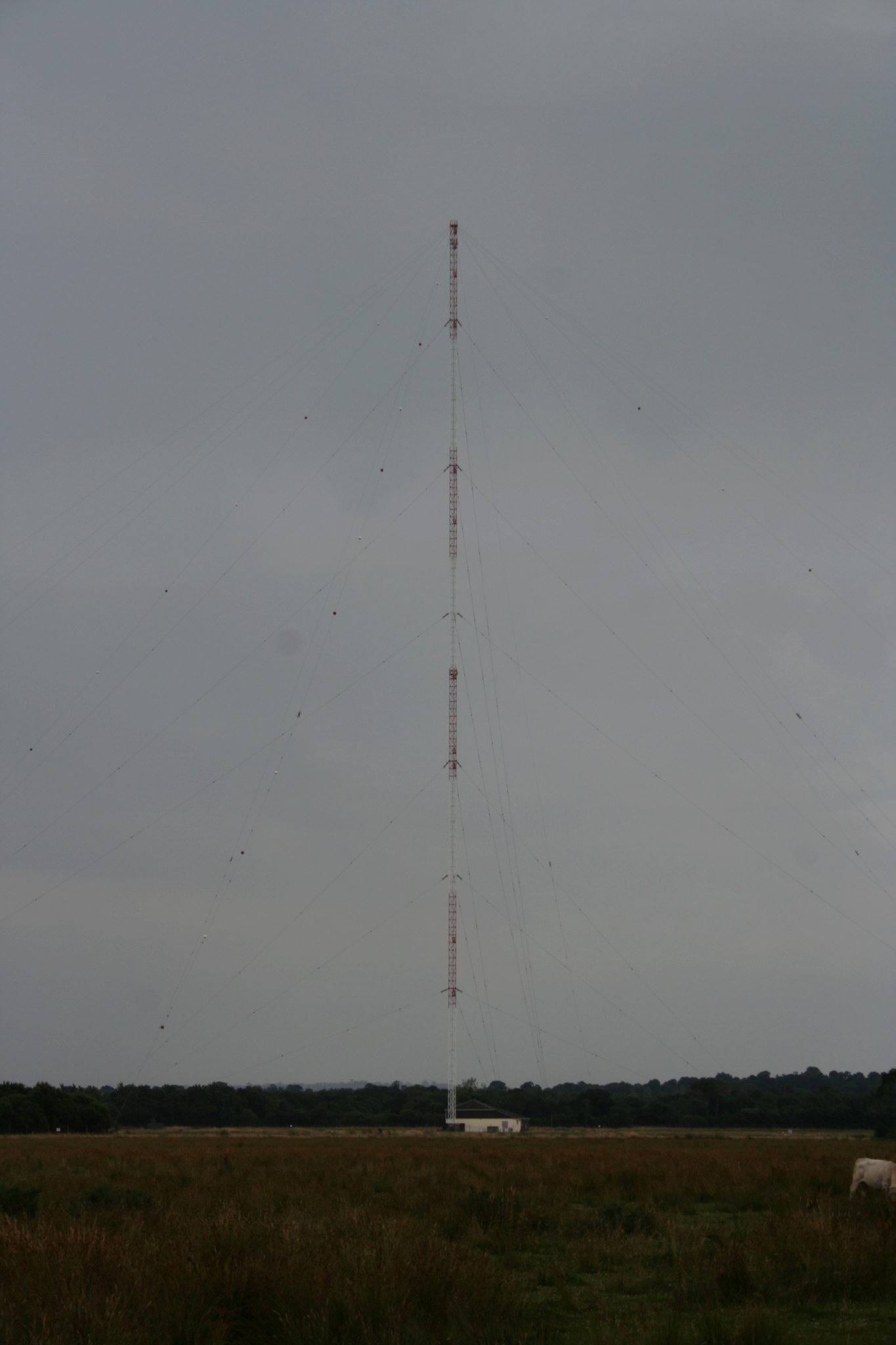

L'émetteur LORAN-C de Lessay était une installation de radionavigation pour la diffusion de la chaîne LORAN-C de (GRI 6731) près de Lessay située dans le département de la Manche en France. 
L'émetteur LORAN-C de Lessay a une puissance de 250 kW à la fréquence de 100 kHz. 
Il était situé à la position géographique de 49° 08′ 55,224″ N, 1° 30′ 17,029″ O et utilisait un pylône d'une hauteur de 213 mètres.
La station n'émet plus depuis fin 2015 et le pylône a été déposé en janvier 2018.